# Garra dunsirei
Garra dunsirei é uma espécie de peixe da família Cyprinidae.
Esta espécie foi observada em somente um local, um sumidouro em montanhas de Dofar, em Omã.

## Descrição
Distingue-se das demais espécies do gênero Garra da região pelo formato incomum dos espinhos neurais abaixo da nadadeira dorsal, sendo muito curtos e não penetrando entre os pterigióforos dorsais. Possui corpo esbranquiçado ou rosado, com olho muito pequeno, e ausência ou redução de escamas nas mama e abdome.